# Кайсенов, Касым
Касы́м Кайсенов (каз. Қасым Қайсенов, 23 апреля 1918, Уланский район, Восточно-Казахстанская область — 30 декабря 2006) — советский и казахстанский писатель, участник партизанского движения в Великой Отечественной войне. Народный герой Республики Казахстан (1995). Лауреат Международной литературной премии имени А. Фадеева

## Биография
Родился 23 апреля 1918 года в поселке Асубулак Уланского района Восточно-Казахстанской области. По окончании школы в 1934 году поступил в политико-просветительский техникум в городе Усть-Каменогорске. В 1938 году по окончании техникума работал инструктором Павлодарского областного отдела народного образования, откуда в 1940 году был призван Павлодарским ГВК Павлодарской области Казахской ССР в армию, а затем был направлен в школу военной разведки.
Принял боевое крещение под Киевом, возле Черкасс, в 1941 году в составе 498-го артиллерийского полка. Попал в окружение. По окончании в ноябре 1941 года школы военной разведки, был направлен в штаб Северо-Западного фронта, откуда, получив специальное задание, был заброшен в тыл врага для организации на территории оккупированной Украины партизанского движения. На этой земле Касым Кайсенов командовал отрядом под номером 3, носившим имя Чапаева.
На Украине Кайсенов организовывал партизанские отряды и одновременно занимался диверсионной работой. Партизан обучали минному, взрывному делу, владению различного вида оружием. Касым Кайсенов от природы был смелым человеком, физически сильным. В то время партизанское снаряжение человека, забрасываемого во вражеский тыл, составляло 80 килограммов — автомат, боеприпасы, гранаты и так далее. Если прыгал радист, то он нёс на себе громоздкую рацию.
1 марта 1943 года вступил в отряд № 6 Партизанского соединения Закарпатья, в дальнейшем — лейтенант, командир отряда. Участвовал в партизанских операциях на территориях Молдавии и Румынии. В дальнейшем, 21 июля 1944 года, был десантирован с отрядом в Карпаты и участвовал в организации партизанского движения в Чехословакии. На базе своей группы сформировал партизанский отряд из местных жителей численностью до 60 человек. Вёл активные боевые операции, нанося большой урон немецким и венгерским войскам. В боях и диверсиях уничтожил 7 повозок обоза, 3 паровоза, 6 вагонов, 1 зенитную установку, 65 солдат, при этим из своего личного оружия уничтожил 11 солдат противника. Приказом Военного Совета 4-го Украинского фронта №: 130/н от 15.12.1944 года лейтенант Кайсенов награждён орденом Богдана Хмельницкого 3-й степени.
Будучи командиром отряда, участвовал в более ста боевых операциях и диверсиях. По окончании войны К. Кайсенов возвратился в Казахстан и работал ответственным работником в аппарате Президиума Верховного Совета Казахской ССР. В качестве заместителя председателя райисполкома Жуалинского и Свердловского района Жамбылской области активно участвовал в восстановлении послевоенного народного хозяйства. С 1951 по 1954 год учился в отделе переводчиков двухгодичной партийной школы при ЦК Коммунистической партии Казахстана. С 1953 по 1972 год работал заместителем директора издательства «Жазушы», директором бюро пропаганды художественной литературы при Союзе писателей Казахстана, заместителем директора издательства «Кайнар».
Касым Кайсенов — автор многочисленных произведений, в которых правдиво описывал самые трудные периоды Великой Отечественной войны, беззаветный героизм простых солдат. Его первая книга «Молодой партизан» увидела свет в 1954 году. После этого были опубликованы книги «Илько Витряк», «Партизаны Переяславля», «В пасти у смерти», «Мальчик в тылу врага», «На Днепре», «В тылу врага», «Партизанские тропы» и многочисленные рассказы, очерки, сборники повестей. Многие произведения автора были переведены на русский, украинский и другие языки. В последнее время писателем были изданы книги «Я верю в будущее своей страны» и «Воспоминания и записки».
Умер 30 декабря 2006 года в Алматы. Похоронен на Кенсайском кладбище.

## Награды
- Казахстан:
  - Звание Народный Герой (1995)
  - Орден Отан 3-й степени (2003)
- Украина:
  - Ордена «За заслуги» II степени (19.05.2003) — за весомый личный вклад в углубление сотрудничества между Украиной и Республикой Казахстан и по случаю 85-летия со дня рождения[7]
  - Ордена «За заслуги» III степени (19.05.1998) — за весомый личный вклад в укрепление украинско-казахских связей, плодотворную литературную деятельность, участие в освобождении Украины от немецко-фашистских захватчиков[8]
- СССР:
  - Орден «Богдана Хмельницкого» II степени (14.12.1944)[9][10].
  - Два ордена Отечественной войны I степени (2.05.1945[11], 11.03.1985[12])
  - Орден Отечественной войны II степени
  - Медаль «Партизану Отечественной войны» 1-й степени (1944)
  - Другие медали СССР
- Чехословакия:
  - Нагрудный знак Партизана[1]

## Сочинения
- Юные партизаны. — Алма-Ата: Каз. гос. изд-во худож. лит., 1954. (на русск. яз.)
- Партизаны Переяслава: Записки командира партизанского отряда. — Алма-Ата: Казгослитиздат, 1958. (на русск. яз.)
- Ажал аузынан. — 1959.; в русском переводе: Из когтей смерти. — Москва: Воениздат, 1962.
- Мальчик в тылу врага: Повесть для детей. — Алма-Ата: Казгослитиздат, 1961.
- Партизанскою тропою: Записки партизана (на рус. яз.). — Алма-Ата: Жазушы, 1965.
- Народные мстители. — Алма-Ата: Жалын, 1978.
- Страна моего детства: Повесть. — Алма-Ата: Жалын, 1983. (на русск. яз.)
- Партизанские тропы: Докум. повесть и рассказы. — 3-е изд. — Алма-Ата: Жазушы, 1985.

## Память
- Посёлок Молодёжный, административный центр Уланского района, в 2011 году переименован в посёлок Касыма Кайсенова[13].
- Проспект Касыма Кайсенова в Усть-Каменогорске[14]
- Памятник Касыму Кайсенову на одноимённой улице в Усть-Каменогорске[15]
- Улица Касыма Кайсенова в Астане
- Улица Касыма Кайсенова в Алматы

## В кинематографе
- «Без права на выбор (Касым)», реж. Леонид Белозорович, (Россия, Украина, Казахстан), 2013 г.